# Antoine Monot

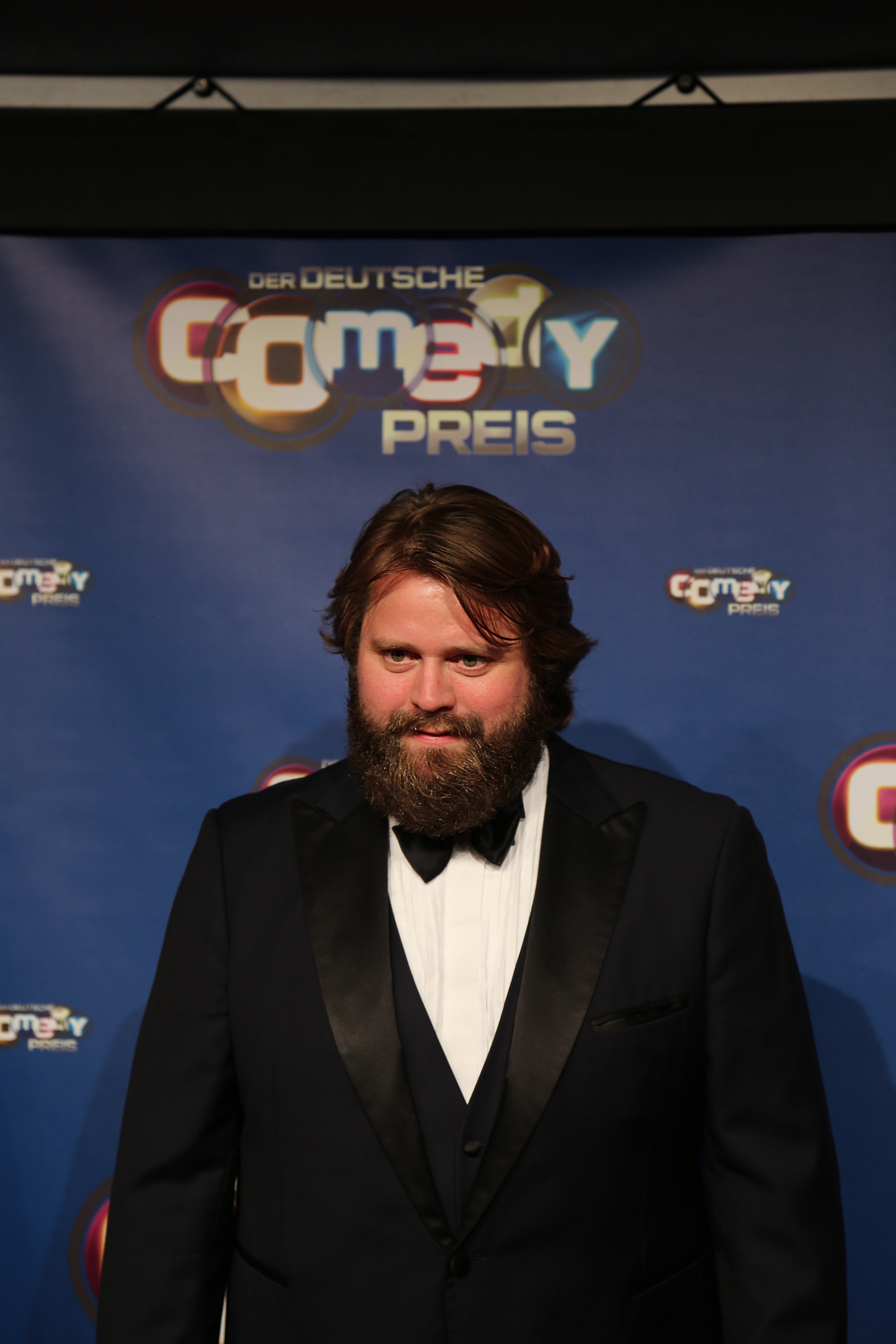
Antoine Monot beim Deutschen Comedypreis 2017

Antoine Monot (auch Antoine Monot, Jr.; * 22. Juni 1975 in Rheinbach) ist ein deutsch-schweizerischer Charakterschauspieler. Seinen Durchbruch hatte er 1999 mit dem Kinofilm Absolute Giganten. Einem breiten Publikum wurde er vor allem durch seine Arbeit als Testimonial für die Technikmarktkette Saturn bekannt. In der Neuauflage der Serie Ein Fall für zwei spielt er seit 2014 die Rolle des Rechtsanwalts. In der RTL-Reihe Behringer und die Toten spielt er seit 2023 die Titelfigur Kommissar Behringer.

## Leben

### Herkunft
Antoine Monot wurde als Sohn des Komponisten und Dirigenten Jean-François Monot und der Schauspielerin Gisela Monot in Rheinbach geboren. Seine Eltern prägten durch ihre Berufe das künstlerische Umfeld seiner Kindheit. Er hat zwei Schwestern, Elise Hofner und Jeanne Monot. Die Familie zog während seiner frühen Jahre aufgrund der beruflichen Tätigkeiten der Eltern mehrfach um. Im Alter von sieben Jahren zog Antoine mit seiner Familie nach Loheland bei Fulda, wo seine Mutter eine Stelle als Erzieherin im Waldorf-Internat annahm. Monot wurde ebenfalls dort aufgenommen und blieb bis zu seinem Umzug nach Hochstadt im Internat. Mit 14 Jahren wechselte er an die Freie Waldorfschule in Frankfurt am Main und zog später nach Unterägeri in die Schweiz.
2015 wurde die Journalistin und HSE24-Moderatorin Stefanie Sick Monots Lebensgefährtin. Beide kannten sich schon seit den Dreharbeiten zur ARD-Sitcom Biggi im Mai 1998.

### Werdegang als Schauspieler
Mit 16 Jahren verließ Monot die Waldorfschule und begann 1990 ein Regiestudium an der Schauspielakademie Zürich, das er 1993 abschloss. Während seiner Schulzeit wurde er für den Kinofilm Tschäss unter der Regie von Daniel Helfer gecastet, mit Dreharbeiten in Zürich und Wuppertal. Danach spielte Monot bis 1996 Theater, zunächst in der freien Szene unter Volker Lösch. Lösch debütierte 1994 als Regisseur mit Gerettet und inszenierte mit Monot auch Vatermord und Der große B. Bald darauf trat Monot auch an etablierten Bühnen wie dem Schauspielhaus Zürich, dem Theater am Neumarkt Zürich und dem Theater Basel auf.
Ab 1996 widmete er sich verstärkt dem deutschen Film- und Fernsehgeschäft. Seine ersten Fernsehrollen übernahm er in SK-Babies und Alphateam. 1997 besetzte ihn Casting-Direktorin An Dorthe Braker für den Kinofilm Absolute Giganten von Sebastian Schipper. Die Dreharbeiten 1998 in Hamburg brachten ihm den Durchbruch. Der Film wurde von X-Filme Creative Pool produziert, und Monot spielte die Rolle des „Walter“ neben Frank Giering, Florian Lukas und Julia Hummer.

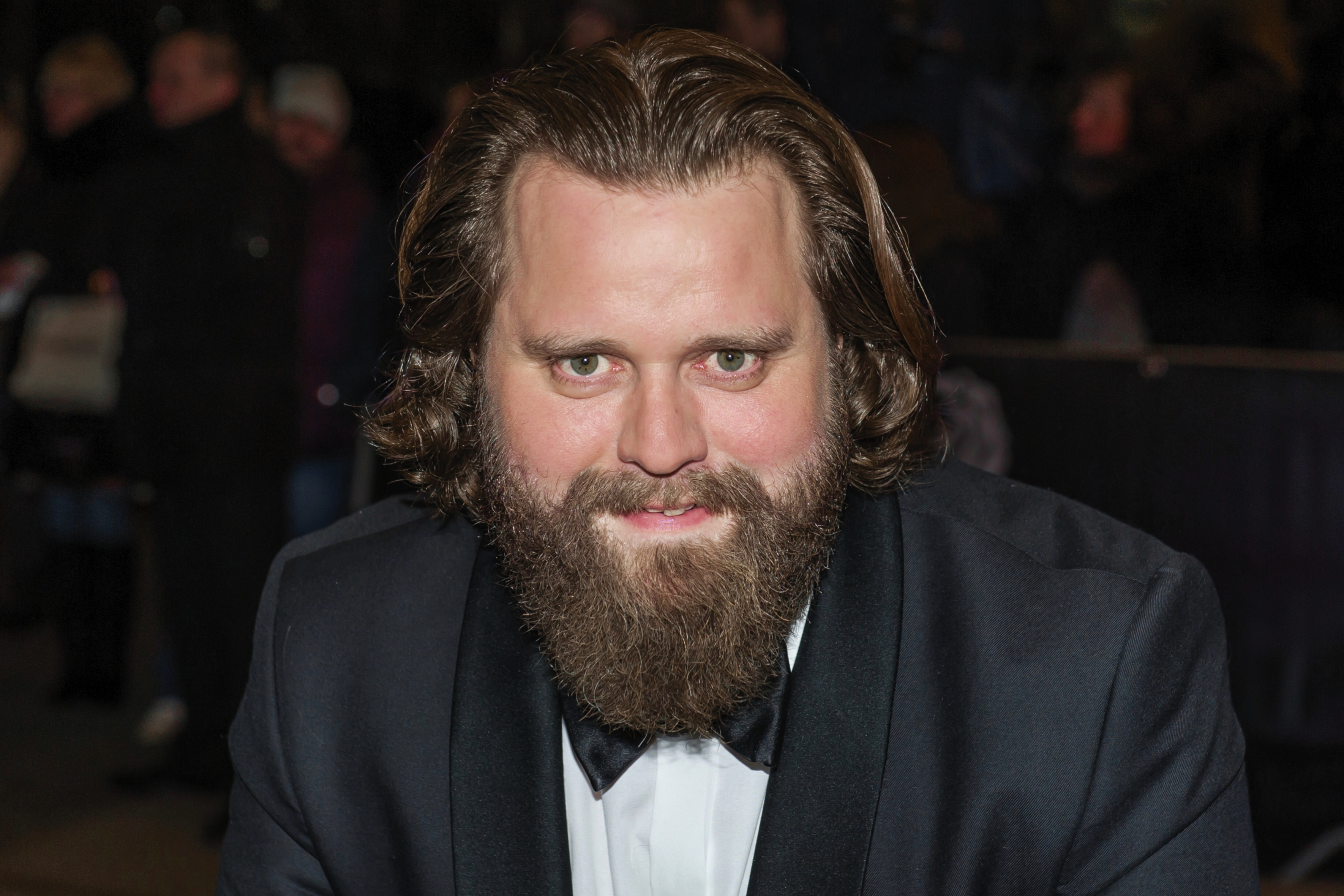
Antoine Monot (2015)

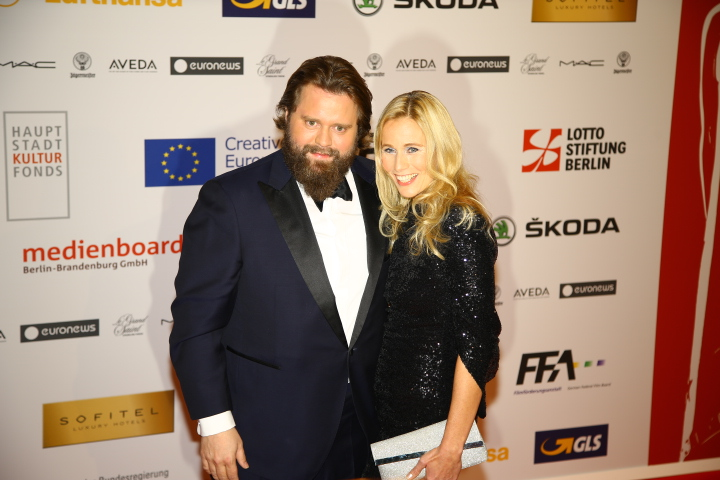
Antoine Monot mit Stefanie Sick (2015)

 Es folgten viele Charakterrollen in renommierten Film- und Fernsehproduktionen, darunter Oliver Hirschbiegels Das Experiment (2001), Lammbock (2001) von Christian Zübert und Robert Schwentkes Eierdiebe (2003). Im Fernsehen trat er u. a. in Hat er Arbeit? von Kai Wessel und Wolfsheim von Nicole Weegmann auf. 2004 drehte er in Prag den Film Der Wixxer mit Bastian Pastewka, Oliver Kalkofe und Christoph Maria Herbst. 2005 spielte er in Till Franzens Die blaue Grenze die Hauptrolle „Momme Bief“ und war 2006 in der Komödie Schwere Jungs von Marcus H. Rosenmüller zu sehen. 2011 folgte die Verfilmung Resturlaub nach dem Roman von Tommy Jaud.
Von 2013 bis 2017 verkörperte Monot in der Werbekampagne der Technikmarktkette Saturn den schweigsamen Verkäufer „Tech-Nick“.
2014 spielte Monot in Who Am I – Kein System ist sicher und übernahm die Rolle des Anwalts Benjamin „Benni“ Hornberg in der Neuauflage von Ein Fall für zwei. Im selben Jahr war er als Gian in Der Kreis zu sehen.
2015 spielte er im Tatort Ihr werdet gerichtet, gedreht in Schweizerdeutsch, und synchronisierte seine Rolle für die ARD und den ORF auf Hochdeutsch. Für diese Leistung erhielt er 2016 den Schweizer Fernsehfilmpreis bei den 51. Solothurner Filmtagen.
Mit der Sketch-Comedy-Serie Knallerkerle, die 2017 auf Sat.1 startete, feierte Monot als Hauptdarsteller, Regisseur und Produzent Erfolge. Die Serie war das männliche Pendant zu Martina Hills Knallerfrauen.
2024 übernahm Monot die Hauptrolle des Hauptkommissars Konrad Behringer in der Krimireihe Behringer und die Toten – Ein Bamberg-Krimi, die seitdem auf RTL ausgestrahlt wird. Die Serie spielt im fränkischen Bamberg und zeigt Behringer als gemütlich wirkenden Ermittler mit messerscharfem Verstand, der häufig von seinen Gegenspielern unterschätzt wird. Ihm zur Seite steht die junge Kommissarin Ela Jenning, dargestellt von Cosima Henman. Die ersten beiden Folgen, Feuerteufel und Fuchsjagd, wurden im Februar 2024 ausgestrahlt.
Aufgrund des Erfolgs der Reihe sind für 2025 zwei weitere Folgen mit den Titeln Antoniusfeuer und Romeo geplant.

### Werdegang als Unternehmer
1998 gründete Antoine Monot, Jr. die Creative Artists Management GmbH. Bis 2000 war er aktiv als Agent tätig, anschließend unterstützte er das Unternehmen beratend. Im Jahr 2005 wurde die Firma liquidiert. 
2004 gründete Monot die Plattform TYPO3forum.net, eine der größten deutschsprachigen Communities rund um das Content-Management-System TYPO3. Er leitete die Plattform bis 2013. 
Im Frühjahr 2005 initiierte er gemeinsam mit Karl Spoerri und Nadja Schildknecht das jährlich stattfindende Zurich Film Festival, für das er bis 2009 als künstlerischer Leiter fungierte. Parallel war Monot von 2008 bis 2009 bei Condor Films als Produzent für Spielfilmproduktionen tätig. 
2009 gründete Monot zusammen mit dem Regisseur Daniel Krauss und Franz Meiller die Zuckerfilm GmbH mit Sitz auf dem Bavariafilmgelände in Grünwald bei München. Zu den ersten Produktionen gehörten der Spielfilm Wo es weh tut (2009/2010) und die Komödie Kaiserschmarrn (2010). Der erste Dokumentarfilm Scissors&Glue (2011), produziert von Zuckerfilm, wurde auf dem FLIFF Festival in Fort Lauderdale (USA) gezeigt. 
Der 2012 erstmals verliehene Deutsche Schauspielerpreis geht auf eine Idee Monots aus dem Jahr 2010 zurück. Der Preis wird seither jährlich vom Bundesverband der Film- und Fernsehschauspieler in sechs Kategorien verliehen. Bei der ersten Verleihung moderierte Monot zusammen mit Stefanie Sick und gehörte der Jury an.

### Weitere Tätigkeiten
Antoine Monot war stellvertretender Vorstandsvorsitzender des Bundesverbands Schauspiel (BFFS) und zuständig für das Marketing. Am 31. Dezember 2022 endete seine langjährige Amtszeit im Vorstand des BFFS. Er ist Mitglied der Deutschen Filmakademie sowie der Europäischen Filmakademie.
Antoine Monot hat im Laufe seiner Karriere zahlreiche Moderationen übernommen. Von 2012 bis 2015 moderierte er zusammen mit Heinz Badewitz die Berlinale-Sektion LOLA@Berlinale, in der Filme präsentiert wurden, die für den Deutschen Filmpreis nominiert waren. Ebenfalls 2012 konzipierte und moderierte er zusammen mit Stefanie Sick den ersten Deutschen Schauspielpreis in Berlin.
Am 16. Oktober 2015 führte er gemeinsam mit Collien Ulmen-Fernandes durch die Verleihung des Hessischen Film- und Kinopreises in der Alten Oper Frankfurt. In der Schweiz war Monot als Mitbegründer des Zurich Film Festival bis 2009 auch als künstlerischer Leiter tätig und moderierte zahlreiche Veranstaltungen sowie Podiumsdiskussionen. Darüber hinaus führte er mehrfach durch die "Nacht der Nominierten" bei den Solothurner Filmtagen, bei der die Nominierten des Schweizer Filmpreises bekannt gegeben werden.
2015 erschien Monots erstes Buch Vertrauen Sie mir, ich tu’s ja auch!, das er mit David Denk verfasste.

### Show-Auftritte
Antoine Monot hat im Laufe seiner Karriere an zahlreichen Fernsehshows, Quizsendungen und Talkformaten teilgenommen. Eine Übersicht seiner Auftritte:
- Das perfekte Promi Dinner: Er war 2011 Teilnehmer der beliebten VOX-Kochshow und kochte sich gemeinsam mit Shawne Fielding, Sara Schätzl und Tommy Krappweis durch den Abend. Die Folge wurde am 7. August 2011 ausgestrahlt.
- Meister des Alltags: Antoine Monot war von 2017 bis zur Einstellung der Sendung im Jahr 2025 fester Bestandteil des Panels der SWR-Quizsendung. In dieser Rolle beantwortete er zusammen mit anderen prominenten Gästen Fragen rund um den Alltag. Er trat zuerst im Team mit Alice Hoffmann und später mit Moderatorin Jessica Schöne gegen Comedian Bodo Bach und Moderatorin Enie van de Meiklokjes an. Die Sendung wurde von Florian Weber moderiert.
- Die Harald Schmidt Show: Er war einmal zu Gast – in Folge 187, ausgestrahlt 2013 auf Sat.1.
- Zimmer Frei!: Er war 2015 in der WDR-Sendung zu Gast – in Staffel 21, Folge 5 (auch als Folge 675 geführt). Die Erstausstrahlung erfolgte am 1. März 2015.
- Wer weiß denn sowas?: Er trat in insgesamt drei Folgen der ARD-Quizshow auf: 
  - Staffel 1, Folge 81 mit Anja Kling (8. Dezember 2015),
  - Staffel 2, Folge 159 mit Bettina Zimmermann (13. Juli 2017),
  - Staffel 7, Folge 831 mit Jasmin Gerat (2. März 2022).
- NDR Talk Show: Am 5. Mai 2017 war er zu Gast in der Talkrunde mit Christine Westermann.
- DAS!: Am 14. Juni 2018 war Monot auf dem „roten Sofa“ der NDR-Sendung mit Moderatorin Julia Westlake zu sehen.
- Inas Nacht: Er war in Staffel 14, Folge 12 (Erstausstrahlung am 24. November 2018) gemeinsam mit Florian David Fitz zu Gast.
- Genial daneben – Das Quiz: Er war in zwei Folgen der Sat.1-Quizshow zu sehen: 
  - Staffel 2, Folge 142 mit Jana Ina Zarrella (16. Dezember 2019),
  - Staffel 3, Folge 34 mit Bettina Zimmermann (2. Juni 2020).
- Genial oder Daneben?: Am 7. September 2020 trat er gemeinsam mit Ilka Bessin auf (Staffel 1, Folge 6).
- Quizduell: Er war zweimal zu Gast in der ARD-Sendung: 
  - mit Wanja Mues am 17. November 2016 (Staffel 4, Folge 28),
  - mit Kaya Yanar am 1. März 2018 (Staffel 5, Folge 4).
- Hirschhausens Quiz des Menschen: Zwei Auftritte: 
  - am 13. Oktober 2016 mit Maren Kroymann (Staffel 9, Folge 5),
  - und am 9. Mai 2019 mit Ingo Naujoks, Kim Fisher und Anna Loos (Staffel 12, Folge 2).
- Gefragt – Gejagt: In der XXL-Promi-Ausgabe vom 7. Januar 2016 trat er gemeinsam mit Steffen Henssler an (Staffel 2, Folge 2).
- Paarduell: Gemeinsam mit Stefanie Sick war er am 24. März 2016 zu Gast (Staffel 1, Folge 26).
- Spiel für dein Land: Für das Team Schweiz trat er am 23. Januar 2016 mit Francine Jordi (Staffel 1, Folge 3) und am 12. November 2016 mit Christa Rigozzi und Beni Thurnheer (Staffel 2, Folge 2) an.
- Grill den Henssler: In Staffel 4, Folge 2 (26. April 2015) kochte er mit Mirjam Weichselbraun und Sonja Zietlow.
- Grill den Profi: Am 22. Oktober 2017 trat er mit Mirja Boes und Jorge González an (Staffel 1, Folge 2).
- Riverboat: Am 7. Juni 2019 war er in Staffel 27, Folge 23 zu Gast – gemeinsam mit Kim Fisher und Jörg Kachelmann.
- Die versteckte Kamera – Prominent reingelegt!: Er war am 15. September 2018 in Staffel 1, Folge 3 der ZDF-Show zu sehen.
- Die große Show der Naturwunder: 2017 war er mit Jutta Speidel und Wigald Boning in Staffel 12, Folge 3 (Erstausstrahlung am 6. Juli 2017) zu Gast.
- Duell der Stars – Die Sat.1 Promiarena: In Staffel 1, Folge 1 (8. Januar 2017) trat er mit Mimi Fiedler und Chris Tall für das Team „Comedians“ an.
- Kölner Treff: Am 5. Mai 2017 diskutierte er u. a. mit Anke Engelke und Maria Groß bei Bettina Böttinger.
- Volle Kanne: Er war mehrfach in der ZDF-Morgensendung zu Gast: 
  - Folge 3852 mit Wanja Mues (1. November 2017),
  - Folge 4584 (15. Oktober 2018),
  - Folge 5292 (9. September 2021).
- MDR um 4: Auftritte am 7. Mai 2014 (Thema: „Ein Fall für zwei“) und am 25. August 2021 (digitale Technologien & neue Folgen).
- Noch Fragen? Die Antwortshow: Er war Teil der Erstausgabe (Staffel 1, Folge 1) am 13. Juli 2017, u. a. mit Esther Schweins, Thomas Heinze und Tim Bendzko.
- So tickt der Mensch: Monot trat in allen drei Folgen der ZDF-Wissensshow im Februar und März 2017 auf – gemeinsam mit Gästen wie Motsi Mabuse, Sonja Zietlow und Hans Sarpei.
- 5 gegen Jauch: In Staffel 16, Folge 4 (7. August 2021) trat er mit Rúrik Gíslason und Maria Groß auf.
- Buchstaben Battle: Insgesamt vier Auftritte:
  - Staffel 1, Folge 19 (6. November 2020),
  - Staffel 2, Folge 55 (5. März 2021),
  - Folge 65 (23. März 2021) und
  - Folge 69 (7. April 2021) – jeweils mit wechselnden prominenten Gästen wie Ulla Kock am Brink und Caroline Frier.
- Die schönsten Weihnachts-Hits: 2021 war er Teil der ZDF-Benefizgala mit Stars wie Giovanni Zarrella, Roland Kaiser und Sonja Zietlow (1. Dezember 2021).
- Neo Magazin Royale: 2015 war er in einer Folge der ZDFneo-Late-Night-Show von Jan Böhmermann zu Gast.
- Studio Amani: Er war 2016 in der Auftaktfolge der ProSieben-Show mit Amani Fancy zu sehen.
- Ich weiß alles!: 2019 war er Teilnehmer der ARD-Show rund um Allgemeinwissen.
- Mein Mann kann: 2022 trat Monot in einer Ausgabe der Sat.1-Spielshow auf.

## Filmografie

### Kino (Auswahl)
- 1994: Tschäss
- 1999: Der große Bagarozy
- 1999: Absolute Giganten
- 1999: Südsee, eigene Insel
- 2001: Das Experiment
- 2001: Lammbock – Alles in Handarbeit
- 2002: Knallharte Jungs
- 2003: Eierdiebe
- 2004: Der Wixxer
- 2004: Klassenfahrt – Geknutscht wird immer
- 2005: Die blaue Grenze
- 2006: Schwere Jungs
- 2007: Bis zum Ellenbogen
- 2009: Räuberinnen
- 2009: Eden à l’ouest
- 2009: Männerherzen
- 2009: Stationspiraten
- 2010: Slowplay
- 2010: Henri 4
- 2010: Der grosse Kater
- 2011: Resturlaub
- 2011: Almanya – Willkommen in Deutschland
- 2011: What a Man
- 2011: Wickie auf großer Fahrt
- 2012: Schutzengel
- 2013: Kaiserschmarrn
- 2014: Who Am I – Kein System ist sicher
- 2014: Der Kreis
- 2014: Lola auf der Erbse
- 2015: Taxi
- 2016: Stadtlandliebe
- 2017: Lommbock
- 2017: Montrak
- 2019: TKKG – Jede Legende hat ihren Anfang
- 2020: Enfant Terrible

### Fernsehen (Auswahl)
- 1995: Tatort: Rückfällig
- 2000: Wolfsheim
- 2000: Hat er Arbeit?
- 2002: Die Rosenheim-Cops: Im Auftrag seiner Majestät
- 2002: Alles getürkt!
- 2004: Klassenfahrt – Geknutscht wird immer
- 2004: Mädchen Nr. 1
- 2004: Tatort: Hundeleben
- 2006: Der Bulle von Tölz: Kochkünste
- 2007: Die Zürcher Verlobung – Drehbuch zur Liebe
- 2008: Tatort: Der tote Chinese
- 2008: Brüderchen und Schwesterchen (ARD-Märchenfilmreihe Sechs auf einen Streich)
- 2009: Polizeiruf 110: Die Lücke, die der Teufel lässt
- 2010: Tatort: Absturz
- 2011: Rookie – Fast platt
- 2011: Hindenburg
- 2011: Tatort: Das Dorf
- 2012: Großstadtrevier – Neues Ich
- 2012: Kommissar Stolberg: Trance
- 2013: Antilopen (Kurzfilm)
- 2013: Tatort: Puppenspieler
- 2013: Alarm für Cobra 11 – Die Autobahnpolizei: Katerstimmung
- 2013: Tatort: Er wird töten
- 2013: Die Chefin – Versprechen
- 2014: Das Glück der Anderen
- seit 2014: Ein Fall für zwei
- 2014: Jetzt ist Sense – Der Tod gehört zum Leben einfach dazu (in TVLab)
- 2014: Alles ist Liebe
- 2014: Die Lichtenbergs – zwei Brüder, drei Frauen und jede Menge Zoff
- 2015: Brief an mein Leben
- 2015: Reiff für die Insel – Katharina und der Schäfer (Fernsehreihe)
- 2015: Tatort: Ihr werdet gerichtet
- 2015: Lerchenberg
- 2015: Die Kanzlei
- 2015–2016: Sketch History
- 2016: Prankenstein
- 2016: Pregau – Kein Weg zurück
- 2017–2018: Knallerkerle
- seit 2024: Behringer und die Toten – Ein Bamberg-Krimi
  - Feuerteufel
  - Fuchsjagd
  - Antoniusfeuer
  - Romeo
- 2024: Stille Nacht, raue Nacht (Fernsehfilm)

### Als Produzent
- 2000: Timing (Kurzfilm)
- 2009: Traum im Herbst
- 2010: Wo es weh tut
- 2011: Scissors & Glue: The Miami Project
- 2013: Kaiserschmarrn
- 2017–2018: Knallerkerle (auch Regisseur)

## Nominierungen und Auszeichnungen
- 2000: Bester Hauptdarsteller beim Filmfestival Sotschi für seine Rolle in Absolute Giganten.
- 2006: In der Vorauswahl zur Nominierung für den Deutschen Filmpreis in der Kategorie „Bester Hauptdarsteller“ für seine Rolle in Die Blaue Grenze.
- 2016: Schweizer Fernsehfilmpreis für die Rolle des Simon Amstad im Tatort Ihr werdet gerichtet.[7]
- 2016: Deutscher Comedypreis für seine Mitwirkung in der ZDF-Produktion Sketch History
- 2016: Genuss Film Festival Award
- 2017: Nominierung für Deutscher Comedypreis in der Kategorie „Beste Sketch-Show“

## Veröffentlichungen
- 2015: Vertrauen Sie mir, ich tu's ja auch! S. Fischer Verlag, ISBN 978-3-596-03405-5.